# がんこ

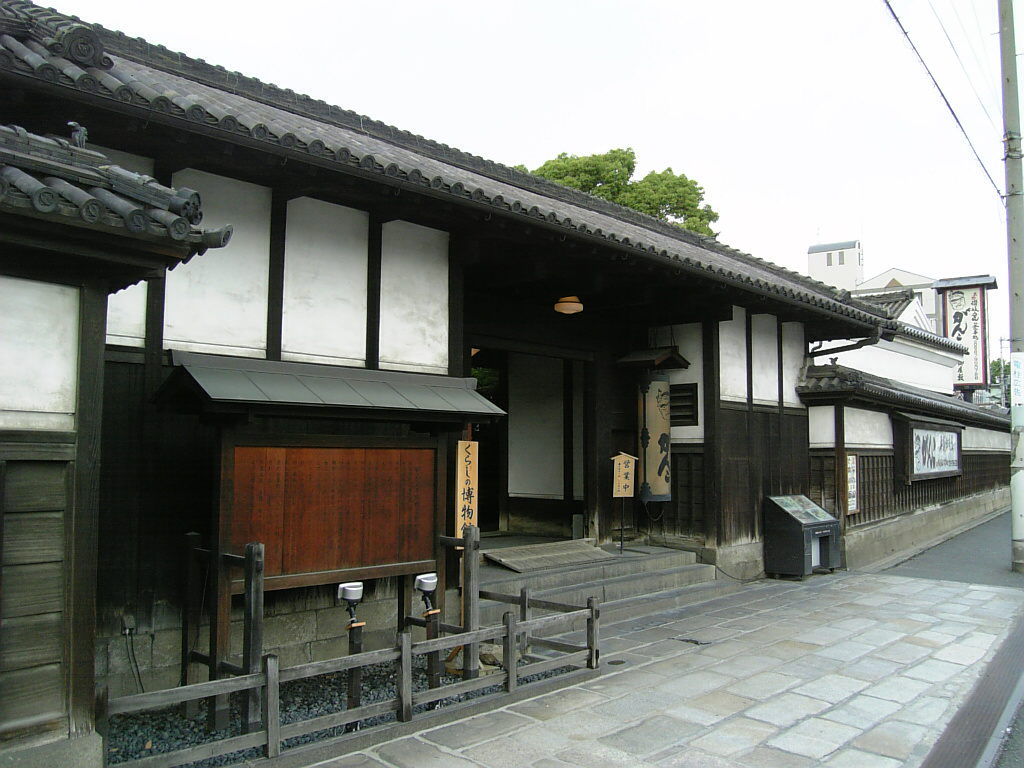
がんこ 平野郷屋敷 （大阪市平野区）
昔の庄屋を改装した店舗であり、くらしの博物館が併設されている。

がんこは、株式会社GANKO（旧称：がんこフードサービス株式会社）が展開する和食レストランチェーン。大阪府を中心にとする近畿地方や東京都、神奈川県に店舗がある。

## 沿革
- 1963年3月　創業者の小嶋淳司が、大阪の十三で4坪半の寿司店を個人創業する。
- 1969年10月　十三本店開店（寿司・和食の複合大型店第1号）。

日本で初めて時価を撤廃した寿司屋である。寿司屋では、仕入れ時期によって値段が大きく上下する材料の仕入れ価格に応じて売価を設定するのは常識であるため、周囲の寿司屋からは「そんなことをしたら、すぐ潰れる」と言われていた。しかし、文字通り自分の考えを頑固に貫き通し、今日の繁栄に至っているというエピソードがある。
- 2021年7月　創業者で初代社長・代表取締役会長であった小嶋淳司が賞味期限改竄の責任を取り引責辞任した[1]。
- 看板やロゴに使われている似顔絵は小嶋淳司が28歳、がんこを創業したときの顔の似顔絵である[2]。
- 2024年4月18日に「がんこフードサービス株式会社」から「株式会社GANKO」に社名を変更した[3][4]。

## 業態
- 寿司
- 和食
- とんかつ
- 回転寿司
- 炉端料理
- お屋敷
  - 平野郷屋敷
  - 宝塚苑
  - 三田の里
  - 和歌山六三園
  - 高瀬川二条苑
  - 亀岡楽々荘
  - 池田石橋苑
  - 新宿山野愛子邸
  - 武蔵野立川屋敷
- こがんこ（居酒屋）
- 吹田サービスエリアの運営[5]

- がんこ高瀬川二条苑、角倉了以邸跡および第二無隣菴跡、京都市中京区
- 和歌山六三園（和歌山県和歌山市）

## 不祥事
- 岸和田五風荘店（大阪府岸和田市）で、従業員約100人に対し、残業手当や深夜労働の割増賃金が支払われていなかった疑いが浮上し、大阪労働局は2011年12月2日に、同店を労働基準法違反の容疑で捜索した[6]。
- 2020年8月1日、韓国語メニューの誤表記により水が有料であると在日韓国人の客に誤解させてしまい、「韓国人差別」と非難が上がった。これを受け、がんこフードサービスは8月4日、ホームページに謝罪文を掲載[7]。
- 2021年、通販等で販売されていた冷凍笹蒸し寿司の賞味期限を改竄し234セット販売した。販売された234セットすべてが2020年11月で賞味期限を迎えた物であり、最長で9ヶ月も改竄された物もあった。がんこフードサービスは5月11日、ホームページに謝罪文を掲載、大阪市保健所から原因究明と再発防止を指示された[8][9][10]。
- 2021年7月1日、とうふショコラについても67箱で数か月程度の改竄があったことが後に発覚した。それにより創業者の小嶋淳司が代表取締役会長を引責辞任した[1][11]。
- 2022年3月、元経理部長が会社経費を8千万円以上着服していたと公表[12]。

## テレビ番組
- 日経スペシャル カンブリア宮殿 「和食チェーンのパイオニアが登場 がんこ一徹！究極のおもてなし術」（2018年11月22日、テレビ東京）[13]

- 日経スペシャル もしものマネー道 もしマネ ゴールデンスペシャル 「寿司店の常識を打ち破る！ 大阪・十三生まれ「がんこ」のアイデア戦略に迫る」（2024年3月9日、テレビ大阪）[14]